# یورگن والینگ
یورگن والینگ (انگلیسی: Jürgen Wähling؛ زادهٔ ۶ دسامبر ۱۹۴۰) بازیکن فوتبال اهل آلمان است.
از باشگاه‌هایی که در آن بازی کرده‌است می‌توان به باشگاه فوتبال تاسمانیا ۱۹۰۰ برلین و باشگاه فوتبال لوتسرن اشاره کرد.
وی همچنین در تیم ملی فوتبال جوانان آلمان بازی کرده‌است.